# إله (مصطلح عربي)

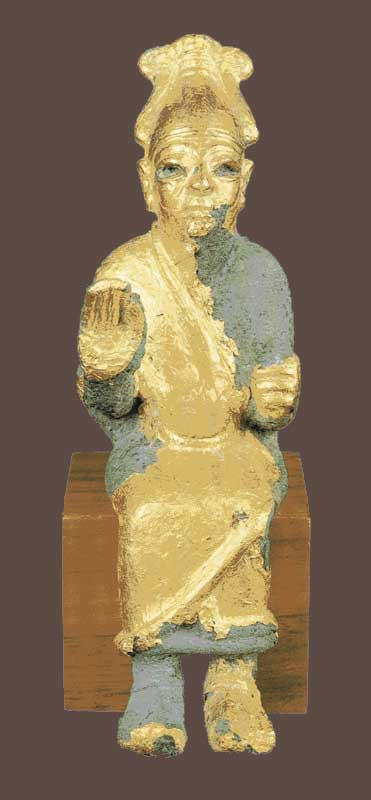
تمثال مذهب لإيل من أوغاريت، أبو الآلهة؛ يوضح أصل كلمة إله.

إله هو مصطلح عربي يعني "الله". في اللغة العربية، الإله يشير إلى أي شخص أو أي شيء يُعبَد. المؤنث هو إلهة يُعتقد أن الكلمة العربية الله مشتقة منه (في شكل سابق مقترح وهو الـه) على الرغم من أن هذا الأمر محل نزاع، وقد تناقش فيه نحاة مدارس النحو والصرف. كلمة إله (الله) قريبة من إيل في السامية الشمالية الغربية وكلمة إيلوم الأكادية، وإلى (الله) في الآرامية التي تحدث بها المسيح. ولذلك يُعتقد أن الكلمة مشتقة من كلمة ثنائية الحرف قديمة سامية بدائية (له) وتعني "إله" (ربما بمعنى أوسع وهو "قوي")، والتي امتدت إلى ثلاثية حرفية منتظمة بإضافة حرف هـ (كما في الكلمة العبرية إلوها، إلوهيم). الكلمة مكتوبة إما إلٰه مع ألف اختيارية لتمييز حرف الألف فقط في النصوص القرآنية أو (نادرًا) مع ألف كاملة، إلاه.
ويُستخدم هذا المصطلح في جميع أنحاء القرآن الكريم في المقاطع التي تناقش وجود الله أو الاعتقاد في الآلهة الأخرى من غير المسلمين. ومن الجدير بالذكر أن أول عبارة في الشهادتين هي "لا إله إلا الله".

## طالع أيضًا
- الأساطير العربية
  - اللات
  - العزى
  - مانات
- إيل (إله)
  - إلواه
  - إلوهيم
- تاريخ الجزيرة العربية
  - شبه الجزيرة العربية قبل الإسلام
  - الدين في شبه الجزيرة العربية قبل الإسلام
  - قبائل العرب
- أديان الشرق الأدنى القديم
  - ديوها
  - دينجير
- اليهوهية (فرع توراتي)
- الديانة الفيدية التاريخية
  - الهندوسية
  - الفيدا
  - أوم
  - براهمان
  - شيفا

## فهرس
- جورجي فيلهلمي فريتاجي، المعجم العربي اللاتيني . مكتبة لبنان، بيروت، 1975.
- ج. ميلتون كوان، قاموس هانز وير للغة العربية المكتوبة الحديثة . الطبعة الرابعة خدمات اللغة المنطوقة، إيثاكا (نيويورك)، 1979.